# بشيبرام
بشيبرام (بالتشيكية: Příbram)‏ هي بلدة في إقليم بوهيميا الوسطى في جمهورية التشيك، وهي مركز مقاطعة بشيبرام.
يبلغ عدد سكان هذه البلدة 33,450 حسب إحصاء في سنة 2014.

## توأمة
لبشيبرام اتفاقيات توأمة مع كل من:
- فرايبرغ
- Villerupt [الإنجليزية]‏
- هورن
- كيجماروك
- كونيغز فوسترهاوزن
- آلتوتينغ
- Ledro [الإنجليزية]‏

## أعلام
- فاسلاف سيرني
- فرانتيشك رايتورال
- كاريل بيترو
- أوتو زابو
- دومينيك ماسيك

## اقرأ أيضاً
- مقاطعة بشيبرام